# EFA Champions Cup der Männer
Der Faustball-Europapokal der Männer (seit 2016 EFA Champions Cup) wird seit 1963 auf dem Feld und 1984 in der Halle durchgeführt. Seit 2016 ist die European Fistball Association (EFA) der durchführende Verband dieser Faustball-Veranstaltung.

## Teilnehmer
Am Europapokal im Faustball nahmen vom Beginn 1963 an die Landesmeister der Bundesrepublik Deutschland, der Deutschen Demokratischen Republik, der Schweiz, Österreichs und Italiens teil. Bereits seit 1969 war auch der Pokalsieger der vorherigen Austragung teilnahmeberechtigt.
Am Champions Cup der Männer nehmen gemäß den Regularien von 2016 die Meister der Mitgliedsverbände aus Deutschland, Österreich und der Schweiz teil. Als viertes Team ist der Sieger des Vorjahres qualifiziert.

## Austragungen Feld
| #   | Jahr | Ort                                          | Gold                     | Silber                   | Bronze                   |
| --- | ---- | -------------------------------------------- | ------------------------ | ------------------------ | ------------------------ |
| 1.  | 1963 | Linz, Österreich                             | ISG Hirschfelde          | TV Passau                | ATSV Linz                |
| 2.  | 1965 | Nürnberg, BR Deutschland                     | SV Bayern Nürnberg       | ATSV Linz                | SSV Bozen                |
| 3.  | 1966 | Widnau, Schweiz                              | BSG Chemie Zeitz         | TuS Hilden               | ATSV Linz                |
| 4.  | 1967 | Zeitz, Deutsche Demokratische Republik       | BSG Chemie Zeitz         | SV Siemens Nürnberg      | ATSV Linz                |
| 5.  | 1969 | Pfungstadt, BR Deutschland                   | BSG Chemie Zeitz         | ISG Hirschfelde          | TSV Pfungstadt           |
| 6.  | 1970 | Bozen, Italien                               | TSV Pfungstadt           | BSG Chemie Zeitz         | ATSV Linz                |
| 7.  | 1971 | Hirschfelde, Deutsche Demokratische Republik | SV Siemens Nürnberg      | TSV Pfungstadt           | ISG Hirschfelde          |
| 8.  | 1972 | Basel, Schweiz                               | SV Siemens Nürnberg      | Vaihingen-Stuttgart      | Wat Landstrasse Wien     |
| 9.  | 1973 | Wien, Österreich                             | SPV Altona Hamburg       | SV Siemens Nürnberg      | ATSV Linz                |
| 10. | 1974 | Hamburg, BR Deutschland                      | Vaihingen-Stuttgart      | Wat Landstrasse Wien     | ETV Alte Sektion Zürich  |
| 11. | 1975 | Bozen, Italien                               | ATSV Linz Waldegg        | TV Vaihingen-Stuttgart   | MTV Stuttgart            |
| 12. | 1976 | Olten, Schweiz                               | TSV Pfungstadt           | Union Mäser Freistadt    | ETV Alte Sektion Zürich  |
| 13. | 1977 | Wien, Österreich                             | MTV Stuttgart            | TSV Pfungstadt           | OeTB Leopoldstadt Wien   |
| 14. | 1978 | Hamm, BR Deutschland                         | TSV Pfungstadt           | TV Westfalia Hamm        | MTV Stuttgart            |
| 15. | 1979 | Linz, Österreich                             | MTV Stuttgart            | VfL Kellinghusen         | Wat Landstrasse Wien     |
| 16. | 1980 | Olten, Schweiz                               | FG Offenburg             | ETV Alte Sektion Zürich  | Union Mäser Freistadt    |
| 17. | 1981 | Offenburg, BR Deutschland                    | TV Vaihingen-Stuttgart   | TSV Pfungstadt           | Union Mäser Freistadt    |
| 18. | 1982 | Linz, Österreich                             | TSV Pfungstadt           | DJK Windischenbach       | Askö Linz-Waldegg        |
| 19. | 1983 | Olten, Schweiz                               | TSV Bayer 04 Leverkusen  | SATUS Altstetten         | ATSV Freistadt           |
| 20. | 1984 | Königsbrunn, BR Deutschland                  | TSV Pfungstadt           | TSV Bayer 04 Leverkusen  | Askö Laakirchen          |
| 21. | 1985 | Kremsmünster, Österreich                     | TSV Bayer 04 Leverkusen  | Askö Laakirchen          | SV Ahlhorn               |
| 22. | 1986 | Leverkusen, BR Deutschland                   | TSV Bayer 04 Leverkusen  | Askö Laakirchen          | TSV Pfungstadt           |
| 23. | 1987 | Jona, Schweiz                                | TSV Hagen                | TSV Bayer 04 Leverkusen  | TuS Kremsmünster         |
| 24. | 1988 | Burghausen, BR Deutschland                   | TV Eibach 03             | TSV Hagen                | SV Burghausen            |
| 25. | 1989 | Linz, Österreich                             | TSV Hagen                | TuS RW Koblenz           | SV Burghausen            |
| 26. | 1990 | Jona, Schweiz                                | TSV Hagen                | SV Burghausen            | TV Eibach 03             |
| 27. | 1991 | Bozen, Italien                               | SV Burghausen            | Askö Linz-Waldegg        | STV Heiden               |
| 28. | 1992 | Grevenbroich, Deutschland                    | TSV Hagen                | Askö Linz-Waldegg        | SV Burghausen            |
| 29. | 1993 | Zwettl, Österreich                           | TSV Hagen                | TuS Koblenz              | STV Full-Reuenthal       |
| 30. | 1994 | Binningen, Schweiz                           | STV Full-Reuenthal       | TSV Hagen                | TH Hannover              |
| 31. | 1995 | Hannover, Deutschland                        | TH Hannover              | STV Full-Reuenthal       | TuS Koblenz              |
| 32. | 1996 | Neusiedl/Zaya, Österreich                    | TH Hannover              | STV Full-Reuenthal       | ASKÖ Linz-Urfahr         |
| 33. | 1997 | Wallisellen, Schweiz                         | TH Hannover              | STV Affoltern            | STV Full-Reuenthal       |
| 34. | 1998 | Hirschfelde, Deutschland                     | TV Neusiedl/Zaya         | TH Hannover              | TuS Koblenz              |
| 35. | 1999 | Linz, Österreich                             | ASKÖ Linz-Urfahr         | TV Neusiedl/Zaya         | SV Moslesfehn            |
| 36. | 2000 | Binningen, Schweiz                           | TSV Hagen                | TV Neusiedl/Zaya         | ASKÖ Linz-Urfahr         |
| 37. | 2001 | Koblenz, Deutschland                         | TSV Hagen                | TuS RW Koblenz           | ASKÖ Linz-Urfahr         |
| 38. | 2002 | St. Leonhard, Österreich                     | ASKÖ Linz-Urfahr         | TV Offenburg             | TSV Hagen                |
| 39. | 2003 | Ermatingen, Schweiz                          | ASKÖ Linz-Urfahr         | KTV Widnau               | ÖTB Sepp Neusiedl        |
| 40. | 2004 | Dennach, Deutschland                         | ASKÖ Linz-Urfahr         | TuS RW Koblenz           | FG Grieskirchen/Pötting  |
| 41. | 2005 | Freistadt, Österreich                        | TV Freistadt             | ASKÖ Linz-Urfahr         | KTV Widnau               |
| 42. | 2006 | Flums, Schweiz                               | FG Grieskirchen/Pötting  | KTV Widnau               | TV Westfalia Hamm        |
| 43. | 2007 | Hamm, Deutschland                            | FG Grieskirchen/Pötting  | Linz-Urfahr              | TV Westfalia Hamm        |
| 44. | 2008 | Bademeusel, Deutschland                      | Faustball Widnau         | FG Grieskirchen/Pötting  | Linz-Urfahr              |
| 45. | 2009 | Linz, Österreich                             | Linz-Urfahr              | TV Vaihingen/Enz         | TSV Jona                 |
| 46. | 2010 | Berlin, Deutschland                          | TV Freistadt             | TV Linz-Urfahr           | FB Schwellbrunn          |
| 47. | 2011 | Flums, Schweiz                               | TV Freistadt             | Grieskirchen-Pötting     | TSV Pfungstadt           |
| 48. | 2012 | Grieskirchen, Österreich                     | TSV Pfungstadt           | TV Freistadt             | Grieskirchen-Pötting     |
| 49. | 2013 | Unterhaugstett, Deutschland                  | TSV Pfungstadt           | Grieskirchen-Pötting     | SVD Diepoldsau           |
| 50. | 2014 | Endingen, Schweiz                            | Faustball Widnau         | TSV Pfungstadt           | VfK Berlin               |
| 51. | 2015 | Linz, Österreich                             | TSV Pfungstadt           | FBC Linz-Urfahr          | Faustball Widnau         |
| 52. | 2016 | Pfungstadt, Deutschland                      | TSV Pfungstadt           | Union Freistadt          | TV Schweinfurt-Oberndorf |
| 53. | 2017 | Mannheim, Deutschland                        | TSV Pfungstadt           | VfK Berlin               | STV Wigoltingen          |
| 57. | 2018 | Weinfelden, Schweiz                          | TSV Pfungstadt           | VfK 1901 Berlin          | STV Wigoltingen          |
| 58. | 2019 | Pfungstadt, Deutschland                      | TSV Pfungstadt           | VfK 1901 Berlin          | Union Tigers Vöcklabruck |
| 59. | 2022 | Widnau, Schweiz                              | Union Tigers Vöcklabruck | TSV Pfungstadt           | TSV Hagen 1860           |
| 60. | 2023 | Dennach, Deutschland                         | TSV Pfungstadt           | Union Tigers Vöcklabruck | Union Compact Freistadt  |
| 61. | 2024 | Hochburg-Ach, Österreich                     | FBC Linz AG Urfahr       | TSV Pfungstadt           | STV Wigoltingen          |